# Oxyopes annularis
Oxyopes annularis är en spindelart som beskrevs av Yin, Zhang och Youhui Bao 2003. Oxyopes annularis ingår i släktet Oxyopes och familjen lospindlar. Inga underarter finns listade i Catalogue of Life.